# Hansruedi Führer
Hansruedi Führer (Bern, 1937. december 24. –) svájci válogatott labdarúgó.

## Pályafutása

### A válogatottban
1965 és 1968 között 19 alkalommal szerepelt a svájci válogatottban. Részt vett még az 1966-os világbajnokságon.